# Miguel Hurtado
Miguel Ángel Hurtado Suárez (Santa Cruz, 4 luglio 1985) è un calciatore boliviano, difensore del Club Blooming e della Nazionale boliviana.